# Doce, Doce Amor

Jerry Adriani, em 1972

"Doce, Doce Amor" é uma canção composta por Raul Seixas e Mauro Mota, lançada na voz de Jerry Adriani no LP Pensa em mim, de 1971, considerada sua música de maior sucesso.
A canção data da época em que "Raulzito" ainda não havia lançado a carreira artística no rock, e trabalhava como produtor para a gravadora CBS. Assim, enquanto cuidava do lançamento de trabalhos para artistas como Leno & Lílian, Renato e Seus Blue Caps, Wanderley Cardoso e outros que ele assinou vários dos sucessos por eles cantados, e foi este o caso de "Doce, Doce Amor". Sobre isso, Mota, com quem fizera algumas parecerias, registrou: "Muita gente não sabe, eu e o Raul fizemos uma porção de sucessos de primeiro lugar, com os artistas que estavam começando, o que era uma forma da gente ganhar dinheiro, entende? (...) Eu tinha vergonha de compor. Aí fizemos 'Doce, Doce Amor' para o Jerry Adriani". O disco Pensa em mim também foi produzido por Raul.
Os versos revelavam uma linguagem já deslocada do falar da juventude, característica de Adriani, que com cerca de vinte anos de idade já soava "velho" no início da década de 1970, como nos versos que alcançaram grande sucesso:  “Doce, doce amor, onde tens andado, diga por favor” ou quando diz “Está fazendo uma semana que sem mais nem menos eu perdi você / Mas não sei determinar ao certo qual foi a razão, meu bem vem me dizer”. Foi justamente esse estilo, entretanto, que levou a linguagem das canções do intérprete que as fizeram permanecer atemporais e retornarem em composições de artistas como Renato Russo, nas décadas seguintes.